# Caladenia pallida
Caladenia pallida är en orkidéart som beskrevs av John Lindley. Caladenia pallida ingår i släktet Caladenia och familjen orkidéer. Inga underarter finns listade i Catalogue of Life.